# Церква Джезуїті
Церква Джезуїті (італ. Gesuiti) — церква у Венеції, в районі Каннареджо. Друга назва церкви Санта-Марія Ассунта (італ. Santa Maria Assunta).
Церкву почали будувати в 1657 році, за замовленням католицької церкви. Добудована вона була тільки в 1715 році, коли венеційці дозволили єзуїтам добудувати будівлю. До того часу вільна республіка не дозволяла будувати свою церкву ордену у Венеції.
Єзуїти, намагаючись відповідати розкішним фасадам церков Венеції не жаліли коштів. Бароковий фасад роботи Фатторетто прикрашений колонами, карнизами, різьбленими янголами та святими. Внутрішня обробка вражає уяву, золота і біла лепніна, в обробці використаний зелений і білий мармур.
Теофіль Гот'є говорив про церкву, що прикраси інтер'єру «роблять каплицю Святої Діви схожою на будуар опереткової співачки».
У церкві знаходиться полотно Тіціана «Мучеництво святого Лаврентія».